# Сибуду
Сибуду (англ. Sibudu Cave) — пещера в утёсе из песчаника на севере провинции Квазулу-Натал в ЮАР. Это важный археологический памятник среднего каменного века Африки, населённый, с учётом некоторых знаний, в период 77 — 38 тысяч лет назад. Здесь обнаружены образцы некоторых наиболее ранних технологий человечества, в том числе древнейший костяной наконечник стрелы (61 тыс. лет назад), игла (61 тыс. лет назад), а также образец использования клейкой смеси, которая затем подвергалась огневой обработке (72 тыс. лет назад). Орудия, изготовленные в технике отжимной ретуши, датируются возрастом 77 тыс. лет назад.

## Описание
Пещера расположена примерно в 40 км к северу от Дурбана и примерно в 15 км от побережья океана близ города Тонгаат, на заросшем лесом, обращённом к западо-юго-западу крутом скалистом уступе над рекой Тонгати, где в настоящее время находится плантация сахарного тростника. Пещера была образована в древности в результате вымывания рекой Тонгати песчаниковой породы в скале — в настоящее время река течёт на 10 м ниже пещеры. Длина пещеры составляет 55 метров, а ширина около 18 метров.
В пещере имеется длительная последовательность остатков среднего каменного века Африки. Органические останки сохранились исключительно хорошо.
Первые раскопки вскоре после открытия пещеры провёл в 1983 г. Арон Мейзел (Aron Mazel) из музея провинции Наталь (отчёт не опубликован). Новые раскопки начал в сентябре 1998 г. Лин Уодли (Lyn Wadley) из Витватерсрандского университета.
В пещере обнаружены различные доисторические изделия.
- древнейший известный костяной наконечник стрелы, датируемый 61 тыс. лет назад (древнейшая известная до этого стрела была на 20 тыс. лет «младше»).[2]
- древнейшая известная костяная игла, датируемая 61 тыс. лет назад со следами износа, предположительно для прокалывания животных шкур.[2]
- первое свидетельство использования природного клея из камеди с добавлением красной охры для скрепления каменного наконечника с деревянным древком копья (около 71000 лет назад).[2]
- украшения из раковин, хотя и более поздние (71 тыс. лет назад)[7], чем найденные в пещере Бломбос (75 тыс. лет назад).[8]

## Периоды обитания
Периоды обитания в пещере делятся на этапы:
- пред-стилбейский,
- стилбейский (72000-71000 лет назад),
- ховисонс-портский (не позднее 61000 лет назад),
- пост-ховисонс-портский (58500 лет назад)
- поздний средний каменный век Африки (47700 лет назад)
- финальный средний каменный век Африки (38600 лет назад).

В истории обитания имелись пробелы (зияния) длительностью около 10 тыс. лет между пост-ховисонс-портским периодом и поздним средним палеолитом, а также между поздним и финальным средним палеолитом. В верхнем палеолите пещера не использовалась, однако в ней обнаружены следы более позднего обитания эпохи железного века, около 1000 г. н. э..
Имеются данные о климатических колебаниях, когда засушливые периоды чередовались с влажными, при этом пещера была населена только во влажные периоды.

## Прерванное технологическое развитие
Артефакты, найденные в Сибуду и ряд других памятников среднего палеолита Африки — такие, как иглы, стрелы, украшения из раковин, представляют собой не непрерывную традицию технологического развития: напротив, они появляются в отдельных местах «из ниоткуда» и так же исчезают «в никуда». Например, украшения из раковин встречаются в стилбейских слоях, но отсутствуют в ховисонс-портских слоях, как в Сибуду, так и в иных местах. Отсюда возникает сомнение в том, что на ранних стадиях развития технологии человек так же непрерывно накапливал знания, как это он делает сейчас — скорее, отдельные достижения появлялись, затем бесследно исчезали и вновь появлялись через длительное время. Данный разрыв традиций невозможно объяснить гипотезой о драматических изменениях климата и экологии. В качестве объяснения была предложена альтернативная гипотеза о том, что ведущей причиной были изменения в социальном устройстве, ведущие к изменению плотности населения.